# فريدريك غوبرت
فريدريك غوبرت (بالألمانية: Friedrich Göppert)‏ ‏ (25 أكتوبر 1870 في فروتسواف - 9 فبراير 1927 في برلين) طبيب، وطبيب أطفال من ألمانيا.